# Palazzo Corboli Aquilini
Palazzo Corboli Aquilini è un edificio di Urbino ed uno dei più importanti palazzi signorili cittadini. È sede dell'Ente Regionale per il DIritto allo Studio universitario.

## Storia
Il palazzo sorge sull'area della città romano-medievale, tanto che via Vittorio Veneto sembra corrispondere approssimativamente con l'estremità settentrionale del Cardo massimo. Le prime notizie riguardanti il palazzo risalgono al XVI secolo, quando agl'inizi del secolo era costituito da un gruppo di case di varie forme e diversi proprietari; una di queste era di proprietà della famiglia Aquilini di Senigallia, i quali, verso la metà del secolo, avviavano i primi lavori di ampliamento ed abbellimento, in relazione con l'ascesa sociale ed economica della famiglia. Risalgono a questo periodo gli interventi dello scultore urbinate Federico Brandani, che realizzò un soffitto e gli stucchi intorno alle cornici esterne delle finestre, ed il piccolo affresco, rinvenuto recentemente nell'antica cappella interna del palazzo, di scuola baroccesca. Questi primi lavori furono voluti dal capitano Ventura Aquilini. La nipote di quest'ultimo, Camilla, figlia di Fulvio e Caterina Baviera, sposò, agl'inizi del XVII secolo, il nobile urbinate Giovanni Corboli, sancendo anche l'unione dei cognomi delle due famiglie. Oltre all'unione degli stemmi, il corvo con un ramo di ulivo nel becco dei Corboli e l'Aquila su un ramo degli Aquilini, come si vede sulla volta di una sala del piano nobile.
I Corboli furono una famiglia di antica nobiltà in Urbino, fin dal XVI secolo, i cui membri ricoprirono importanti cariche in città e presso la corte ducale.

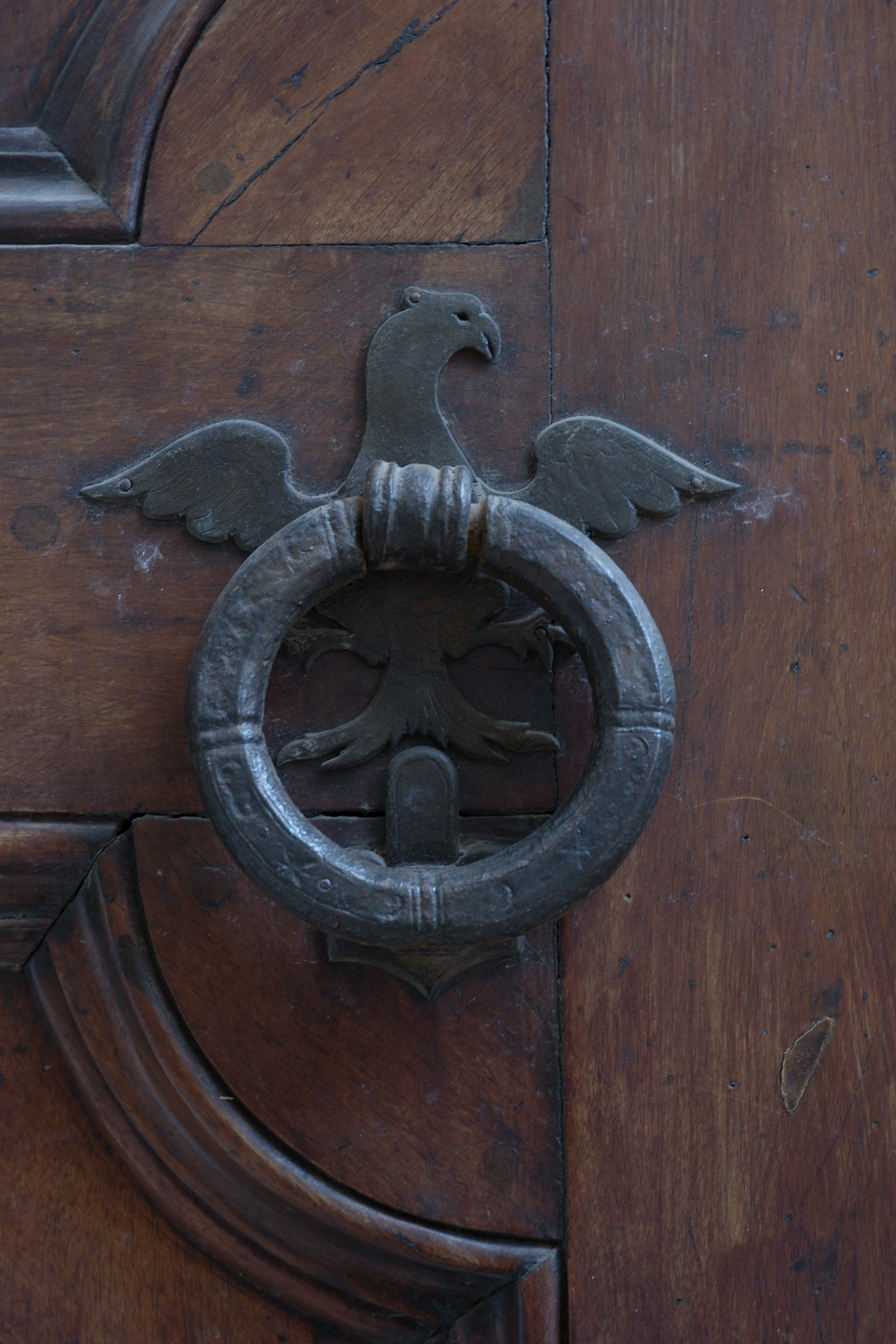
Picchiotto del portone principale del palazzo, con ornato che richiama lo stemma dei Corboli Aquilini

Dopo il terremoto del 1741, che lesionò gravemente il palazzo, fu avviata da Curzio Corboli Aquilini una nuova fase di ampliamenti ed abbellimenti che diedero la forma attuale all'edificio. La progettazione architettonica fu affidata all'urbinate Giuseppe Tosi. Mentre per la decorazione degli interni, la maggior parte delle sale del piano nobile, furono affrescate dai pittori urbinati Francesco Antonio Rondelli ed Antonio Romiti; come attesta
una firma datata al 1788, scoperta sopra il cornicione d'imposta della volta della sala principale. I lavori di ampliamento rimasero incompiuti come mostrano le immorsature sulla facciata orientale a valle.
Rimase proprietà dei Corboli-Aquilini fino alla fine degli anni settanta del XIX secolo, quando passò alla famiglia Martorelli; quest'ultima ne rimase proprietaria fino al 1939, quando lo cedette al Consorzio Agrario Cooperativo. Nel 1968 fu ceduto alla Curia arcivescovile, che sottopose il secondo piano ed il sottotetto a consistenti lavori di sistemazione, per allocarvi la sede della sottosezione dell'Archivio di Stato di Pesaro in Urbino, che vi rimase fin verso il 2007.
Infine nel 1983 il palazzo fu acquistato dall'Opera Universitaria, poi divenuto Ente Regionale per il Diritto allo Studio Universitario. In seguito al terremoto del 1997-98, il palazzo riportò alcuni danni strutturali e all'apparato decorativo, rendendo così necessari consistenti lavori di restauro; che si sono svolti tra il 2011 ed il 2013.

## Descrizione
Si trova sul versante orientale del colle del Poggio, in contrada Duomo. La facciata principale prospetta ad ovest su via Vittorio Veneto, vicino a largo San Crescentino; la facciata settentrionale delimita la stretta via Balcone della Vita e confina mediante un suggestivo passaggio sopraelevato con palazzo Giusti Pianetti Castracane. Sull'angolo nord orientale si sviluppa un piccolo giardino adiacente al cortile interno. Il lato orientale a valle è delimitato dalla piccola via dei Fornari mentre il lato meridionale confina con palazzo Felici Bonaventura.
Il palazzo ha un corpo principale a pianta rettangolare, che sul lato a valle si apre verso il paesaggio, con il cortile al centro, fiancheggiato da due corpi di fabbrica, quello settentrionale è più corto, per il mancato completamento dell'ampliamento settecentesco. L'edificio si sviluppa su quattro piani. La facciata principale, piuttosto lunga, si presenta con la parte centrale in lieve aggetto, enfatizzato dalle paraste doriche che scandiscono questo lato del palazzo. Il portale si trova al centro e da esso si sviluppa anche un balcone, delimitato da una ringhiera in ferro battuto con balaustri ondulati in forma di girali vegetali. Il balcone si viene a trovare all'altezza del piano nobile e su di esso la porta-finestra è anch'essa contornata da una cornice lapidea come il portale sottostante. Le finestre e gli altri ingressi su questo lato presentano cornici in laterizi a vista, come il resto delle murature esterne; solo le finestre del piano nobile poggiano su una cornice marcadavanzale che interrompe la verticalità delle paraste, oltre a presentare una cornice superiore leggermente ondulata, al contrario delle altre cornici dalle modanature più lineari. Su questo fronte, al livello del piano terra, le porte secondarie degli antichi ambienti di servizio, sono più ampie e concluse da archi a sesto ribassato; invece le due finestre ai lati del portale presentano un'elegante inferriata ondulata. Il portale è affiancato da due lesene su cui poggiano i due supporti, dalla linea ondulata, della base del balcone, ulteriormente rinforzato dalla chiave di volta della porta sottostante, che si sviluppa in lunghezza come sostegno del balcone appunto. La porta principale è coronata da un arco rientrante e l'angolo tra gli stipiti laterali e la base dell'arco, è adornata da due eleganti volute. Molto raffinata è anche l'inferriata della lunetta del portale. Una decorazione analoga presenta anche la cornice della porta-finestra del balcone. La facciata è coronata da una cornice, in forte aggetto, sotto la gronda del tetto.

## Apparato decorativo

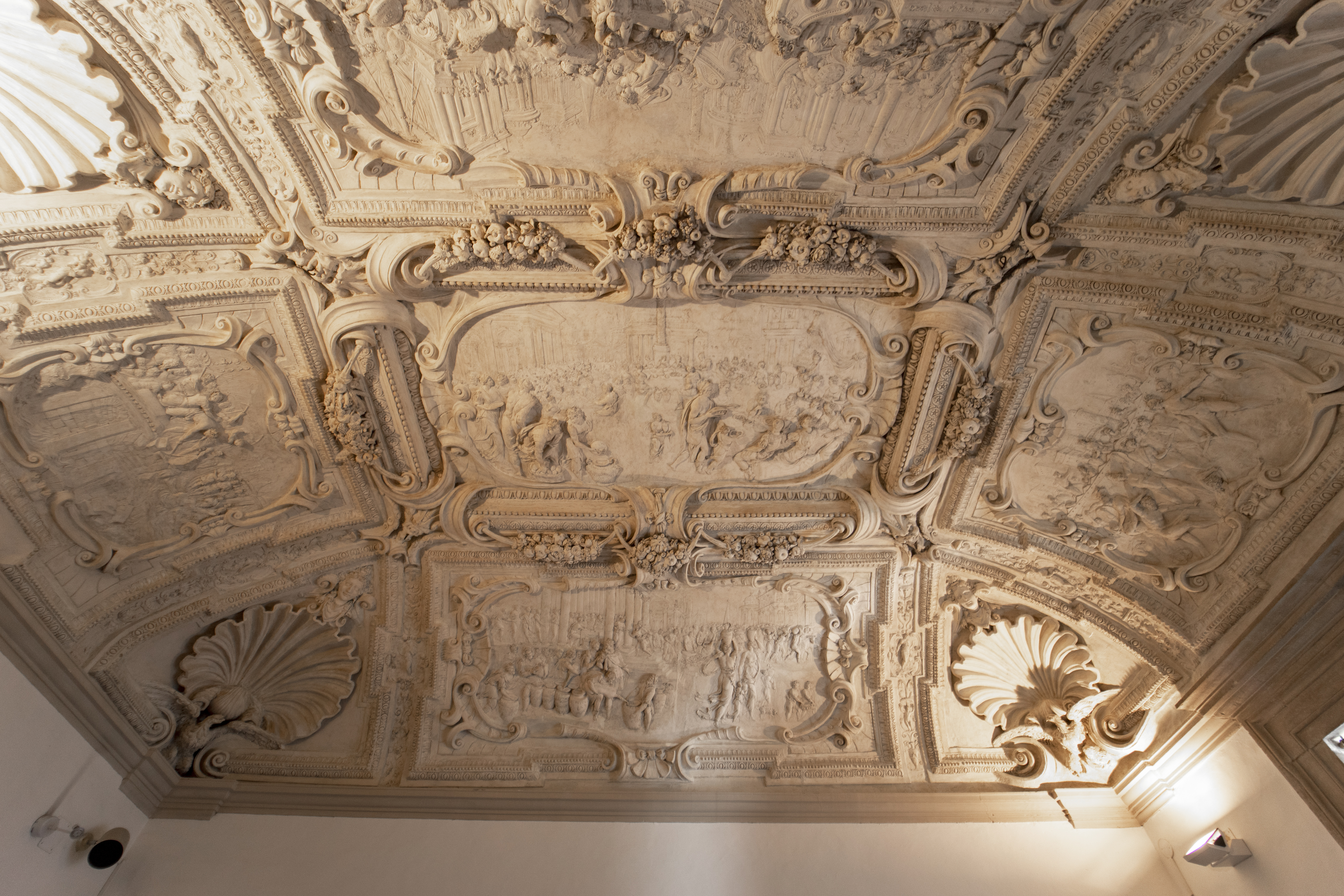
Il soffitto del Brandani

Le prime testimonianze risalgono al primo ampliamento della metà del XVI secolo, con gli stucchi del Brandani (anni sessanta circa), purtroppo non più presenti nel palazzo. Il soffitto, tra le massime opere dello scultore urbinate, presenta cinque riquadri in cui sono rappresentati alcuni episodi legati alla vita del committente, il capitano Ventura Aquilini. Il soffitto fu venduto, nel 1917, dall'allora proprietaria allo Stato italiano; che, tra il 1918 ed il 1919, provvide allo smontaggio ed al trasferimento, per motivi conservativi, nella sala di preghiera della duchessa di Palazzo Ducale (sala che fu ridimensionata viste le dimensioni più ridotte del soffitto). Invece i rilievi che dovevano adornare le cornici esterne delle finestre dovevano essere ancora presenti, secondo alcune fonti, agl'inizi del XVIII secolo poi scomparvero.
Invece per quanto riguarda la ristrutturazione avvenuta tra XVIII e primi anni del XIX secolo, oltre alla facciata principale, progettata dal Tosi, sono da segnalare gli affreschi e gli stucchi che decorano le sale del piano nobile, opera in massima parte di Rondelli e Romiti; le decorazioni più importanti riguardano fondamentalmente due sale. La sala principale, sulla cui volta è raffigurata l'architettura baroccheggiante di una finta cupola che converge al centro in un finto oculo che inquadra una scena mitologica sulle nubi, composta dai personaggi di Giove, Giunone e Marte bambino. In una sala adiacente, sempre sulla volta, sono raffigurate in nove riquadri alcune scene della Gerusalemme liberata; le scene sui lati della volta sono inframezzate da tondi con ritratti di alcuni personaggi dell'opera letteraria, tra cui lo stesso autore, Torquato Tasso. Le volte del corridoio e di un'altra sala esprimono uno stile più neoclassico, con fregi e grottesche.
Anche in alcune sale del secondo piano, fino alla seconda metà del XX secolo, le volte presentavano decorazioni ad affresco risalenti al XIX secolo, purtroppo sacrificate per urgenti necessità di conservazione dell'edificio.